# Karschia kopetdaghica
Espèce
Karschia kopetdaghica est une espèce de solifuges de la famille des Karschiidae.

## Distribution
Cette espèce est endémique du Turkménistan. Elle se rencontre dans les monts Kopet-Dag.

## Description
Le mâle holotype mesure 16,0 mm et la femelle paratype 17,5 mm.

## Étymologie
Son nom d'espèce lui a été donné en référence au lieu de sa découverte, les monts Kopet-Dag.

## Publication originale
- Gromov, 1998 : Solpugids (Arachnida: Solifugae) of Turkmenistan. Arthropoda Selecta, vol. 7, no 3, p. 179-188 (texte intégral).